# Инеевые цветы
Инеевые цветы — особый вид инея, представляющий собой отложение мелких кристаллов льда, группы которых часто напоминают листья деревьев или цветы. Они образуются на тёплой почве в результате резкого похолодания, следующего после длительного потепления, обычно — в осеннее время.
Инеевые цветы чаще всего возникают на рыхлой обнажённой почве, а также вообще в местах выхода тёплого почвенного воздуха. Кроме этого, можно наблюдать инеевые цветы и на ледяном покрове рек и озёр вдоль трещин и полыней.
Отложения инея формируются систематически и очень часто. Они входят в состав снежного покрова.
Морозный узор на оконных стёклах возникает из-за конденсации водяного пара на охлажденном ниже 0 градусов стекле.